# Погруддя митрополита Андрея Шептицького (Тернопіль)
Погруддя митрополита Андрея Шептицького — пам'ятник українському релігійному діячеві, предстоятелю Української греко-католицької церкви Андрею (Шептицькому) в місті Тернополі (Україна). Пам'ятка монументального мистецтва місцевого значення, охоронний номер 1687.

## Опис
Пам'ятник розташований у сквері імені Митрополита А. Шептицького між бульваром Т. Шевченка та вулицею Січових Стрільців навпроти управління Тернопільсько-Зборівської архієпархії УГКЦ. У радянський період на цьому місці стояв пам'ятник Максимові Горькому.
Скульптор — Петро Головчак, архітектор — Олег Головчак.
Бронзове погруддя стоїть на гранітному постаменті. У центрі постаменту викарбуваний напис «Митрополит Андрей Шептицький».

## З історії пам'ятника
Пам'ятник встановлено на честь 100–річчя інтронізації Андрея Шептицького на митрополичий престол.
Погруддя відкрите в неділю 27 жовтня 2001 року. Після відправи архієрейської святої літургії в церкві Непорочного Зачаття Пресвятої Богородиці від майдану Волі сюди направилася колона хресного ходу, яку очолили кардинал Любомир Гузар та архієрей Тернопільсько-Зборівської архієпархії Михаїл Сабрига та інші священики, представники влади міста й області, гості зі Львова, інших міст. На мітингу виступили голова облдержадміністрації Василь Коломийчук, голова міста Анатолій Кучеренко, голова оргкомітету, депутат міської ради Вадим Перець. На завершення урочистої події гості посадили біля пам'ятника дерева.